# 長野県道181号下奈良本豊科線
長野県道181号下奈良本豊科線（ながのけんどう181ごう しもならもととよしなせん）は、長野県小県郡青木村から長野県安曇野市に至る一般県道である。

## 概要
この道路は古代東山道の一部である。保福寺峠(ほうふくじとうげ)を越える区間は全区間舗装済みであるが、1車線の険しい山道となる。なお、この区間は冬季通行止となる。

### 路線データ
- 起点：長野県小県郡青木村奈良本（長野県道12号丸子信州新線交点）
- 終点：長野県安曇野市豊科田沢（田沢北交差点、国道19号交点）

## 路線状況

### 重複区間
- 国道143号（松本市四賀刈谷原町 - 安曇野市豊科・大口沢交差点）
- 長野県道57号安曇野インター堀金線（安曇野市豊科・大口沢交差点 - 田沢北交差点）

## 地理

### 通過する自治体
- 長野県
小県郡青木村 - 上田市 - 松本市 - 安曇野市

### 交差する道路
- 長野県道12号丸子信州新線
- 国道143号
- 長野県道57号安曇野インター堀金線
- 国道19号